# 吳匡時

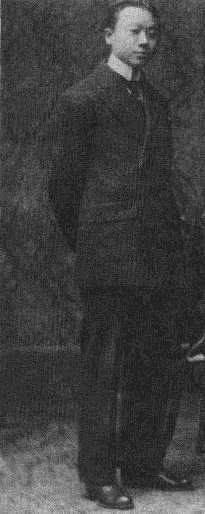
吳匡時

吳匡時（1883年—1944年），字應乾，又名祖逖。江蘇省嘉定縣人。父吳宗濂，上海廣方言館、法國理科大學畢業，工科進士、翰林院庶吉士、巴黎理科博士，農商部工業試驗所所長，商標登錄局籌備處處長、駐法商務委員，北京大學教習。中國化學會歐洲支會會計，義大利都靈萬國博覽會監督、上海交通大學教員。